# Jewel De'Nyle
Jewel De'Nyle, pseudonimo di Stephany Schwarz (Wetmore, 5 agosto 1976), è un'ex attrice pornografica e regista statunitense.

## Biografia e carriera pornografica
Jewel De'Nyle inizia la sua carriera come spogliarellista, fino a quando non viene scoperta da Selena Steele, un'attrice pornografica. Posa per la rivista Hustler e successivamente debutta nel cinema per adulti nell'aprile 1998, apparendo in una manciata di pellicole prima di firmare un contratto in esclusiva con la New Sensations. Lo stesso anno sposa il pornodivo Peter North, dal quale divorzia poi nel maggio del 2000.
Nel 2000 comincia anche la carriera di regista di film pornografici con Sluts of the Nyle 1: Wet Panty Sluts per New Sensations dal quale si separa poco dopo. Tra il 2001 e il 2003 dirige i 20 episodi della saga Babes in Pornland, nella quale appare anche come attrice. Il 9 marzo 2002 sposa l'attore e regista pornografico Mike Long, per poi separarsi da lui l'anno seguente. Nel gennaio 2003 fonda, assieme ad altri tre soci, la casa di produzione cinematografica Platinum X con la quale dirige quasi tutti i suoi film
Nel 2004 annuncia la sua intenzione di ritirarsi dalle scene come attrice realizzando un film intitolato Jewel De'Nyle's Last Movie. Nella pellicola si esibisce per la prima volta in pratiche da lei mai portate prima su uno schermo come una doppia penetrazione vaginale.
Nel giugno 2006 lascia la Platinum X e, in luglio, passa a lavorare per la Fifth Element, una società di produzione specializzata, come la Platinum, nel genere gonzo.
Nel 2007 gira a sorpresa come attrice The Notorious Jewel De'Nyle and Shelly Martinez, una pellicola lesbica con aspetti feticisti e bondage, nella quale recita assieme alla wrestler statunitense Shelly Martinez. A metà dello stesso anno annuncia la creazione della Platinum Jewel, una propria casa di produzione. Firma, allo stesso tempo, un accordo di distribuzione con la Sinsation Pictures, filiale della Wicked Pictures.
Ha avuto una faida mediatica con la madre De'Bella, ex attrice pornografica poi divenuta sua agente, con la quale si è poi riappacificata. Nel 2009 è stata inserita nella Hall of Fame dagli AVN Awards.

## Riconoscimenti
- AVN Awards
  - 2001 – Female Performer of the Year[13]
  - 2001 – Best All-Girl Sex Scene (video) Dark Angels con Sydnee Steele[14]
  - 2003 – Best Anal Sex Scene (video) per Babes in Pornland 5: Interracial Babes con Lexington Steele[15]
  - 2009 – AVN Hall of Fame[16]

- XRCO Award
  - 2000 – Starlet of the Year[17]
  - 2001 – Female Performer of the Year[18]
  - 2001- Best Male/Female Sex Scene per Xxxtreme Fantasies Of Jewel De'Nyle con Nacho Vidal[19]
  - 2002 – Female Performer of the Year[20]
  - 2002 – Orgasmic Analist[21]
  - 2002 – Best Girl/Girl Scene per No Man's Land 33 con Inari Vachs[22]
  - 2004 – Sex Scene – Couple per Babes in Pornland 14: Bubble Butt Babes con Manuel Ferrara[23]
  - 2009 – XRCO Hall of Fame[24]

Altri premi
- 1999 Hot d'Or – Best New American Starlet

## Filmografia

### Attrice
- Desperate Measures (1998)
- Double Feature (1998)
- More Dirty Debutantes 89 (1998)
- North Pole 4 (1998)
- North Pole 5 (1998)
- Pickup Lines 32 (1998)
- Pink Hotel on Butt Row 1 (1998)
- Please 1: Let's Get Fucked (1998)
- Video Adventures of Peeping Tom 15 (1998)
- Video Virgins Gold 1 (1998)
- Video Virgins Gold 2 (1998)
- Video Virgins Gold 3 (1998)
- Video Virgins Gold 4 (1998)
- Wicked Sex Party 1 (1998)
- Adult Video News Awards 1999 (1999)
- Bloodrite (1999)
- Electric Sex (1999)
- Four Finger Club 1 (1999)
- Four Finger Club 2 (1999)
- Four Finger Club 3 (1999)
- Four Finger Club 5 (1999)
- Four Finger Club 6 (1999)
- Intimate Expressions (1999)
- Joey Silvera's Fashion Sluts 11 (1999)
- Maxed Out 16 (1999)
- My Plaything: Jewel De'Nyle (1999)
- Naked In Tampa Bay 1999 1 (1999)
- Naked In Tampa Bay 1999 2 (1999)
- Naughty College School Girls 3 (1999)
- North Pole 10 (1999)
- North Pole 6 (1999)
- North Pole 7 (1999)
- North Pole 8 (1999)
- North Pole 9 (1999)
- Whispers (1999)
- XRCO Awards 1999 (1999)
- American Nymphette 1 (2000)
- Beautiful (2000)
- Best Butt in the West 5 (2000)
- Bottom Feeders 2 (2000)
- Bound By Blood (2000)
- Cock Smokers 20 (2000)
- Cocktails 1 (2000)
- Coming of Age 1 (2000)
- Coming of Age 2 (2000)
- Dark Angels (2000)
- Deep Pink 1 (2000)
- Devil in Disguise (2000)
- Extreme Vacation (2000)
- Face Down Ass Up 2 (2000)
- Forbidden Flesh (2000)
- Four Finger Club 9 (2000)
- Girl's Affair 50 (2000)
- Gutter Mouths 18 (2000)
- Honeymoon Heat (2000)
- Hot Bods And Tail Pipe 15 (2000)
- Liquid Gold 5 (2000)
- Luciano's Anal Asspirations 1 (2000)
- Luciano's Lucky Ladies 4 (2000)
- Michael Zen's Perversions 1 (2000)
- Michael Zen's Perversions 2 (2000)
- Miko Lee AKA Filthy Whore (2000)
- North Pole 13 (2000)
- Planet Max 1 (2000)
- Pussy Wars 2: Inside Asta (2000)
- She Squirts 2 (2000)
- Slap Happy 3 (2000)
- Sluts of the Nyle 1: Wet Panty Sluts (2000)
- Sluts of the Nyle 2: Celebrity Sluts (2000)
- Sopornos 2 (2000)
- Third Kiss (2000)
- Vengeance (2000)
- Violation of Jewel De'Nyle (2000)
- Visions Of X 2 (2000)
- Wax That Ass 4 (2000)
- Whack Attack 8 (2000)
- When The Boyz Are Away The Girlz Will Play 1 (2000)
- When The Boyz Are Away The Girlz Will Play 2 (2000)
- X Girls (2000)
- XRCO Awards 2000 (2000)
- XXXtreme Fantasies Of Jewel De'Nyle (2000)
- Adult Video News Awards 2001 (2001)
- All About Ass 1 (2001)
- American Nymphette 4 (2001)
- Amish Daughters (2001)
- Anal Sluts And Sweethearts 5 (2001)
- Ass Worship 1 (2001)
- Asses Galore 15 (2001)
- Babes in Pornland 1: Facial Babes (2001)
- Babes in Pornland 2: Teen Babes (2001)
- Babes in Pornland 3: Asian Babes (2001)
- Babes in Pornland 4: Anal Babes (2001)
- Balls Deep 3 (2001)
- Bend Over and Say Ahh 3 (2001)
- Black Cravings 5 (2001)
- Blonde in Black Leather (2001)
- Blowjob Adventures of Dr. Fellatio 37 (2001)
- Buttfaced 1 (2001)
- Caution Your Azz is In Danger 1 (2001)
- Caution Your Azz is In Danger 2 (2001)
- Devil Girl 1 (2001)
- Down the Hatch 7 (2001)
- Extreme Teen 17 (2001)
- Extremely Yours, Jewel De'Nyle (2001)
- Farmer's Daughters do Vegas (2001)
- Girl's Affair 58 (2001)
- Haven's Magic Touch 1 (2001)
- Heavy Metal 2 (2001)
- Hot Bods And Tail Pipe 18 (2001)
- Hot Hot Summer (2001)
- In the Heat of De Nyle (2001)
- Interactive Shock Jock (2001)
- Jade Lo (2001)
- Jewel De'Nyle Super Sex Girl (2001)
- Love Shack (2001)
- Miss Orgasma (2001)
- Nina Ferrari AKA Filthy Whore (2001)
- No Man's Land 33 (2001)
- Nymph Fever 5 (2001)
- Oral Adventures of Craven Moorehead 10 (2001)
- Oral Adventures of Craven Moorehead 4 (2001)
- Perfect Pussy (2001)
- Pokerface (2001)
- Power Panties 1 (2001)
- Real Thing (2001)
- Role Model 1 (2001)
- Sex Toys 1 (2001)
- Shagnet (2001)
- Shocking Truth (2001)
- Sluts of the Nyle 3: Cream Filled Sluts (2001)
- Sluts of the Nyle 4: Anal Sluts (2001)
- Sluts of the Nyle 5: Interracial Sluts (2001)
- Sodomania: Slop Shots 10 (2001)
- Sticky Side Up 1 (2001)
- Teen Tryouts Audition 5 (2001)
- Trailer Trash Nurses 4 (2001)
- Ultimate Guide to Anal Sex for Women 2 (2001)
- Up Your Ass 18 (2001)
- Very Naughty Adventure (2001)
- Virtual Blowjobs: Oral XXXtasy (2001)
- Virtual Vivid Rock Star (2001)
- Whack Attack 9 (2001)
- Adult Stars Unleashed (2002)
- American Nymphette 5 (2002)
- Ass Angels 3 (2002)
- Babes in Pornland 10: Buxom Babes (2002)
- Babes in Pornland 11: Exotic Babes (2002)
- Babes in Pornland 5: Interracial Babes (2002)
- Babes in Pornland 6: Latin Babes (2002)
- Babes in Pornland 7: Busty Babes (2002)
- Babes in Pornland 8: Natural Babes (2002)
- Babes in Pornland 9: All American Babes (2002)
- Best Laid Plans (2002)
- Best of Jewel (2002)
- Black Bastard 12 (2002)
- Chasing The Big Ones 13 (2002)
- Cum Shot Starlets (2002)
- Erotic Intentions (2002)
- Flesh Fest 1 (2002)
- Forced Entry (2002)
- Girls Of Babenet (2002)
- Head Games (2002)
- High Society 1: The Making of a Sex Star (2002)
- I Dream of Jenna 1 (2002)
- Iron Maidens 1 (2002)
- Jerome Tanner's Vice Squad (2002)
- Jewel De'Nyle's Foot Tease (2002)
- Jewel De'Nyle's Wild Ride (2002)
- Multi Angle Sex 2 (2002)
- Nymph Fever 6 (2002)
- On The Set With Jewel De'Nyle (2002)
- Perverted POV 4 (2002)
- Rude Girls 6 (2002)
- Sex Toys 4 (2002)
- Sexoholics (2002)
- Sticky Side Up 4 (2002)
- Sticky Side Up 7 (2002)
- Sunset Strip (2002)
- Sweetheart Trilogy (2002)
- Teen Perversion 1 (2002)
- Unforgettable (2002)
- V-eight 5 (2002)
- Virtual Blowjobs: BJ USA (2002)
- Virtual Blowjobs: Dance And Blow (2002)
- Weekend Getaway (2002)
- 100% Blowjobs 11 (2003)
- 100% Blowjobs 22 (2003)
- Adult Video News Awards 2003 (2003)
- All Anal 2 (2003)
- All At Once (2003)
- American Gunk (2003)
- Ass Appeal (2003)
- Ass Lickers 2 (2003)
- Ass Lovers Delight (2003)
- Babes in Pornland 12: Foot Fetish Babes (2003)
- Babes in Pornland 13: Cum Swallowing Babes (2003)
- Babes in Pornland 14: Bubble Butt Babes (2003)
- Babes in Pornland 15: British Babes (2003)
- Babes in Pornland 16: Euro Babes (2003)
- Babes in Pornland 17: Brunette Babes (2003)
- Babes in Pornland 18: White Trash Babes (2003)
- Babes in Pornland 19: Bikini Babes (2003)
- Babes in Pornland 20: New Babes (2003)
- Belladonna Exposed (2003)
- Belladonna's Double Penetrations (2003)
- Best of Haven (2003)
- Best of Tabitha Stevens 1 (2003)
- Big Ass Anal Exxxstravaganza (2003)
- Dirty Girlz 1 (2003)
- Dirty Girlz 2 (2003)
- Fresh Porn Babes 1 (2003)
- Fresh Porn Babes 2 (2003)
- Fresh Porn Babes 3 (2003)
- Fuck My Ass (2003)
- Hardcore Climax 1 (2003)
- I Love It Rough 1 (2003)
- Interracial Lust 1 (2003)
- Interracial Lust 2 (2003)
- Jenna's Rendezvous (2003)
- Jewel De'Nyle AKA Filthy Whore (2003)
- Naked Hollywood 16: Brains Or Beauty (2003)
- Porn Star Idol (2003)
- See Red (2003)
- Slut Enough (2003)
- Spread 'Em Wide 1 (2003)
- Spread 'Em Wide 2 (2003)
- Vault (2003)
- Wild On Sex 1 (2003)
- Wild On Sex 2 (2003)
- 100% Interracial 3 (2004)
- 100% Interracial 4 (2004)
- Award Winning Sex Scenes (2004)
- Black Bastard 3 (2004)
- Blowjob Mania (2004)
- Double Team Dream (2004)
- Fresh Porn Babes 4 (2004)
- Fresh Porn Babes 5 (2004)
- Fresh Porn Babes 6 (2004)
- It Takes a Whore (2004)
- Jewel DeNyle And Friends (2004)
- Jewel De'Nyle's Last Movie (2004)
- Nuttin' Hunnies 1 (2004)
- Pickup Lines 80 (2004)
- POV Pin-ups All-Stars (2004)
- Rocco: Animal Trainer 15 (2004)
- Steve Holmes' Perversions 1 (2004)
- Wet Brunettes 2 (2004)
- Best of North Pole 2 (2005)
- Big Tits Tight Slits 1 (2005)
- Busty Babes in Lust 1 (2005)
- Dani Woodward and Friends (2005)
- Chasing The Big Ones: Favorite Size Queens: The Final Episode (2006)
- Hitting It From Behind (2006)
- Lick Between the Lines 2 (2006)
- Double The Dick 1 (2007)
- Erik Everhard Fucks Them All (2007)
- Every Man's Fantasy: 2 Girls for Every Man 5 (2007)
- It Barely Fits 1 (2007)
- Notorious Jewel De'Nyle and Shelly Martinez (2007)
- Young Girls With Big Tits 1 (2007)
- Award Winning Anal Scenes 1 (2008)
- Cheating Wives 1 (2008)
- Fantasy All Stars 9 (2008)
- Ass Fanatic 6 (2009)
- Attack of the Great White Ass (2009)
- Carpet Patrol (2009)
- Angel Soft Kittens (2010)
- Down for Anything (2010)
- Erotic Passion (2010)
- I Love Anal (2010)
- I Love Threeways (2010)
- No Use Crying Over Spilled MILFs (2010)
- Mounds Of Joy 3 (2011)
- All Holes No Poles 16 (2012)
- Ass Masters 10 (2012)
- Babe Buffet: All You Can Eat (2012)
- Anal Interludes (2013)
- Chasing Mammoth Dick Brothers (2013)
- Chicks With Big Tits (2013)
- Interracial Relations (2014)

### Regista
- Sluts of the Nyle 1: Wet Panty Sluts (2000)
- Sluts of the Nyle 2: Celebrity Sluts (2000)
- Babes in Pornland 1: Facial Babes (2001)
- Babes in Pornland 2: Teen Babes (2001)
- Babes in Pornland 3: Asian Babes (2001)
- Babes in Pornland 4: Anal Babes (2001)
- Sluts of the Nyle 3: Cream Filled Sluts (2001)
- Sluts of the Nyle 4: Anal Sluts (2001)
- Sluts of the Nyle 5: Interracial Sluts (2001)
- Babes in Pornland 10: Buxom Babes (2002)
- Babes in Pornland 11: Exotic Babes (2002)
- Babes in Pornland 5: Interracial Babes (2002)
- Babes in Pornland 6: Latin Babes (2002)
- Babes in Pornland 7: Busty Babes (2002)
- Babes in Pornland 8: Natural Babes (2002)
- Babes in Pornland 9: All American Babes (2002)
- Babes in Pornland 12: Foot Fetish Babes (2003)
- Babes in Pornland 13: Cum Swallowing Babes (2003)
- Babes in Pornland 14: Bubble Butt Babes (2003)
- Babes in Pornland 15: British Babes (2003)
- Babes in Pornland 16: Euro Babes (2003)
- Babes in Pornland 17: Brunette Babes (2003)
- Babes in Pornland 18: White Trash Babes (2003)
- Babes in Pornland 19: Bikini Babes (2003)
- Babes in Pornland 20: New Babes (2003)
- Dirty Girlz 1 (2003)
- Dirty Girlz 2 (2003)
- Fresh Porn Babes 1 (2003)
- Fresh Porn Babes 2 (2003)
- Fresh Porn Babes 3 (2003)
- Interracial Lust 1 (2003)
- Interracial Lust 2 (2003)
- Porn Star Idol (2003)
- Sinful Asians 1 (2003)
- Spread 'Em Wide 1 (2003)
- Spread 'Em Wide 2 (2003)
- Wet Brunettes 1 (2003)
- Wild On Sex 1 (2003)
- Wild On Sex 2 (2003)
- Chix in the Mix 1 (2004)
- Chix in the Mix 2 (2004)
- Dirty Girlz 3 (2004)
- Firebush 1 (2004)
- Firebush 2 (2004)
- Fresh Porn Babes 4 (2004)
- Fresh Porn Babes 5 (2004)
- Fresh Porn Babes 6 (2004)
- Interracial Lust 3 (2004)
- Jewel De'Nyle's Last Movie (2004)
- Sinful Asians 2 (2004)
- Sinful Asians 3 (2004)
- Size Queens 1 (2004)
- Wet Brunettes 2 (2004)
- Wet Brunettes 3 (2004)
- Wild On Sex 3 (2004)
- XXX Platinum Blondes 1 (2004)
- XXX Platinum Blondes 2 (2004)
- XXX Platinum Blondes 3 (2004)
- Cumvert (2005)
- Dirty Girlz 4 (2005)
- Firebush 3 (2005)
- Lick Between the Lines 1 (2005)
- Sinful Asians 4 (2005)
- Size Queens 2 (2005)
- Spread 'Em Wide 3 (2005)
- Interracial Lust 4 (2006)
- Lick Between the Lines 2 (2006)
- Nasty Dirty Girlz (2006)
- Spread 'Em Wide Open (2006)
- Sultry Sinful Asians (2006)
- For Once a Whore and Ever a Whore (2007)
- Interracial Interactive with Georgia Peach (2007)
- No Boyz No Toyz (2007)
- Notorious Jewel De'Nyle and Shelly Martinez (2007)
- Pu-Tang Dynasty (2007)
- Go Fuck Your Hand 1 (2008)
- Go Fuck Your Hand 2 (2008)
- Miami Pink (2008)
- My Little Sister Bangs Brothas (2011)
- Ass Masters 10 (2012)